# José del Castillo (pittore)
José del Castillo (Madrid, 14 ottobre 1737 – Madrid, 5 ottobre 1793) è stato un pittore, incisore e arazziere spagnolo, rappresentante del Neoclassicismo iberico.

## Biografia
Talento precoce (iniziò a studiare pittura all'età di 10 anni), grazie ad una borsa di studio si recò giovanissimo a Roma dove divenne allievo di Corrado Giaquinto. Rientrato a Madrid al seguito del maestro chiamato alla corte spagnola dal re Ferdinando VI, si iscrisse all'Accademia di Belle Arti di San Fernando. Nel 1756, all'età di 19 anni, ricevette la medaglia d'oro del concorso triennale indetto dalla stessa accademia. Nel 1758 ottenne nuovamente una borsa di studio di sei anni per recarsi a Roma, dove si iscrisse all'Accademia Capitolina e strinse un proficuo rapporto di amicizia con Juan de Villanueva.
Ritornato in Spagna, lavorò con Anton Raphael Mengs nella realizzazione dei cartoni preparatori di diversi arazzi che decorano il Prado. 

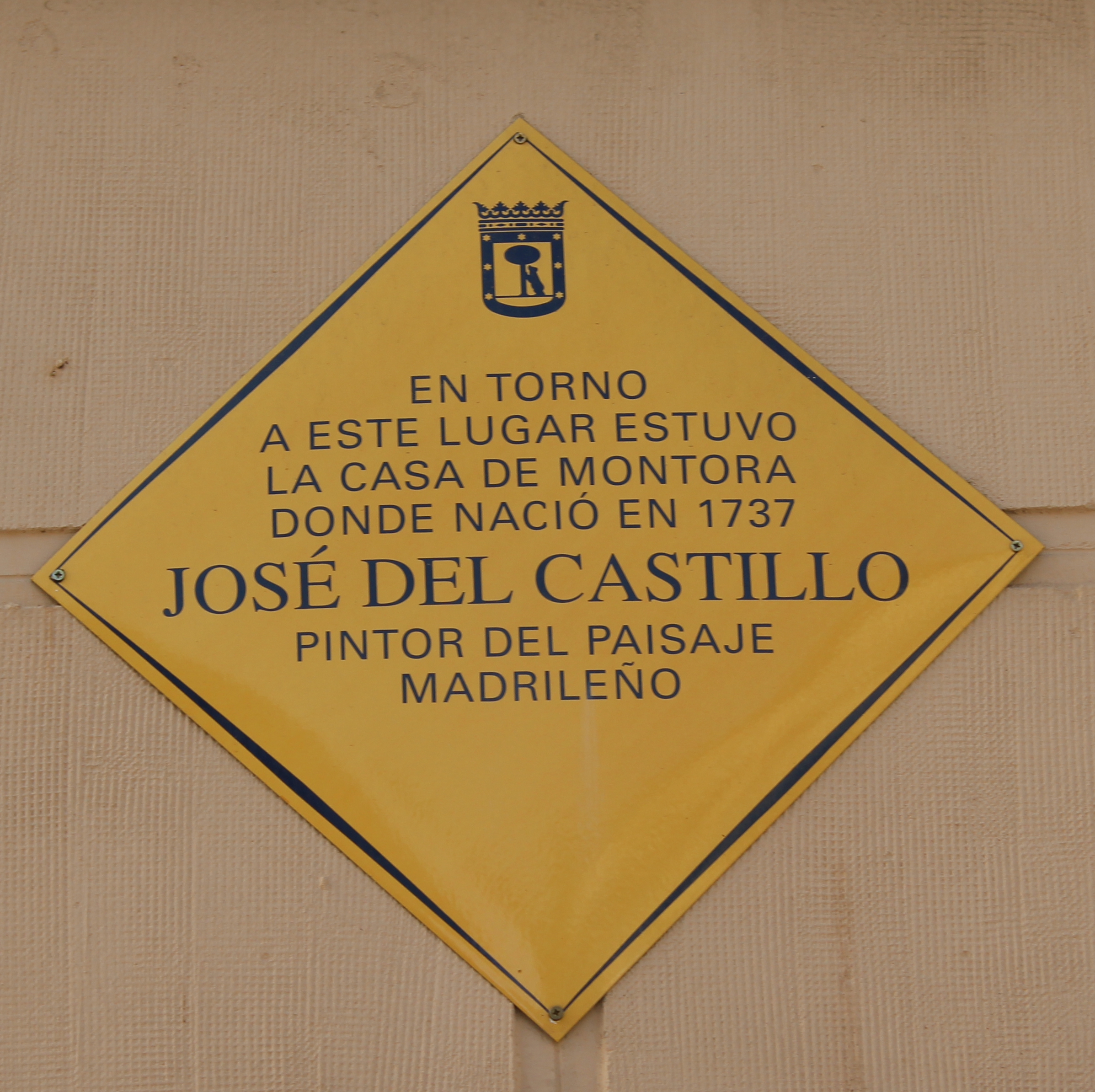
Madrid, targa commemorativa

Notevole per l'eleganza e la delicatezza del disegno, sempre impeccabile, per il senso dello spazio e per la piacevolezza del colore, l'artista si cimentò soprattutto con soggetti allegorici, scene di caccia o ispirate alla vita quotidiana di Madrid che stilisticamente richiamano i primi cartoni di Goya; raramente con temi religiosi.
Come illustratore, si ricordano i suoi disegni per un'edizione del 1780 del Don Chisciotte di Cervantes.

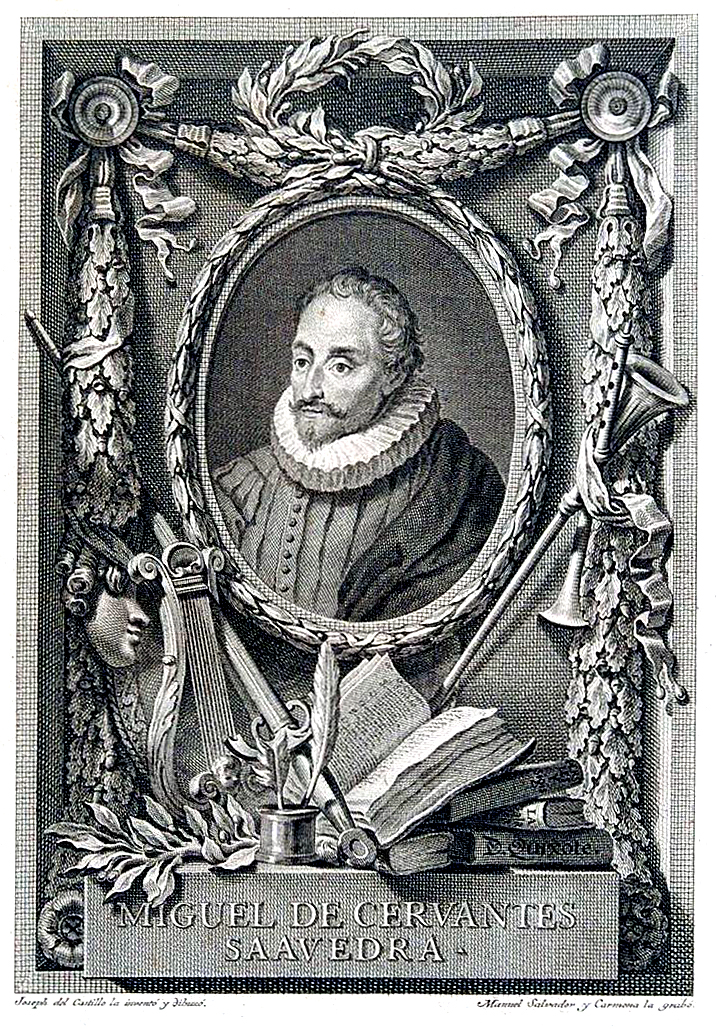
Cervantes, illustrazione per il Don Chisciotte del 1780 (incisione di Manuel Salvador Carmona).

## Galleria d'immagini

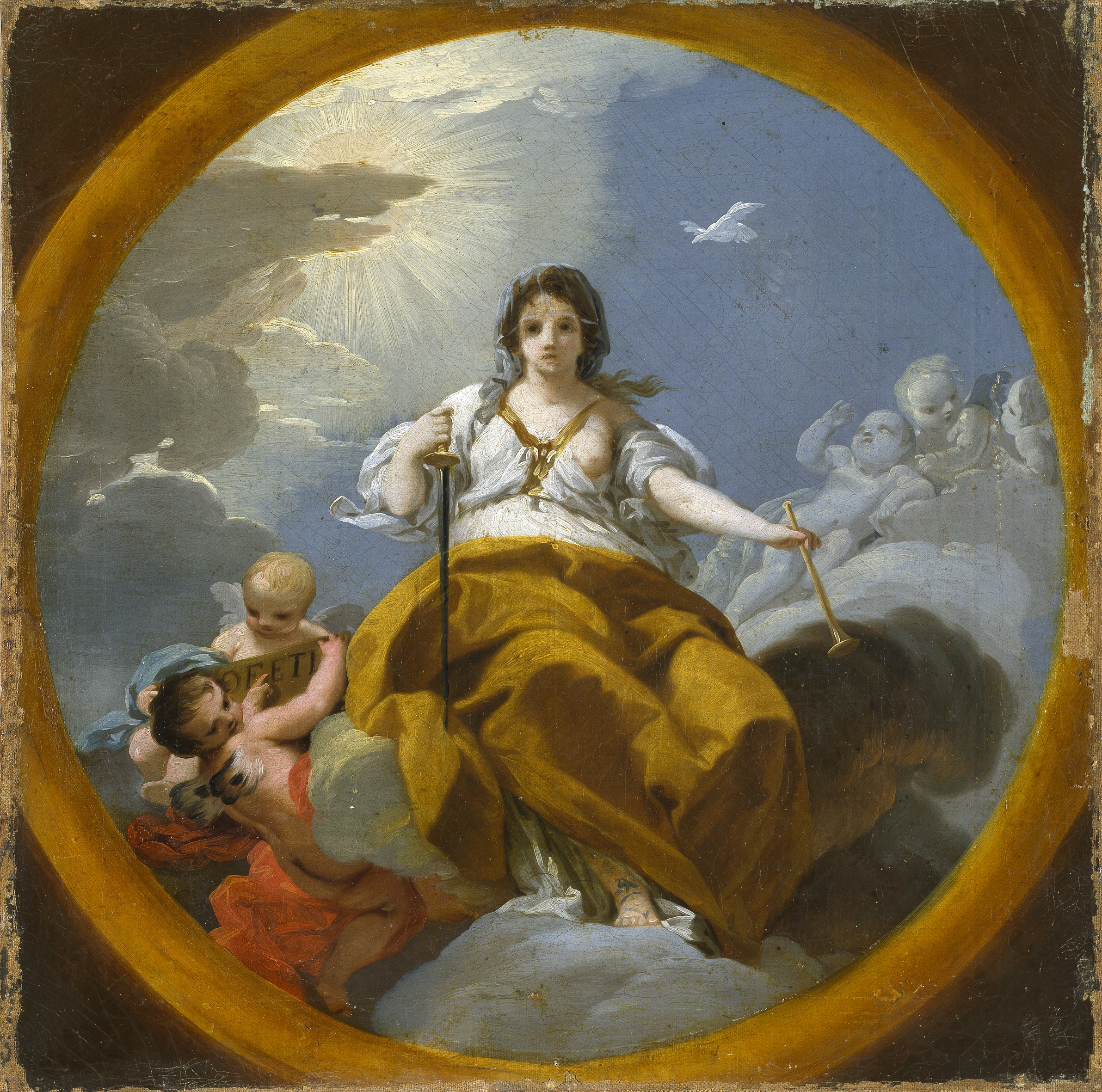
La Profezia (1770), Palazzo reale di Madrid
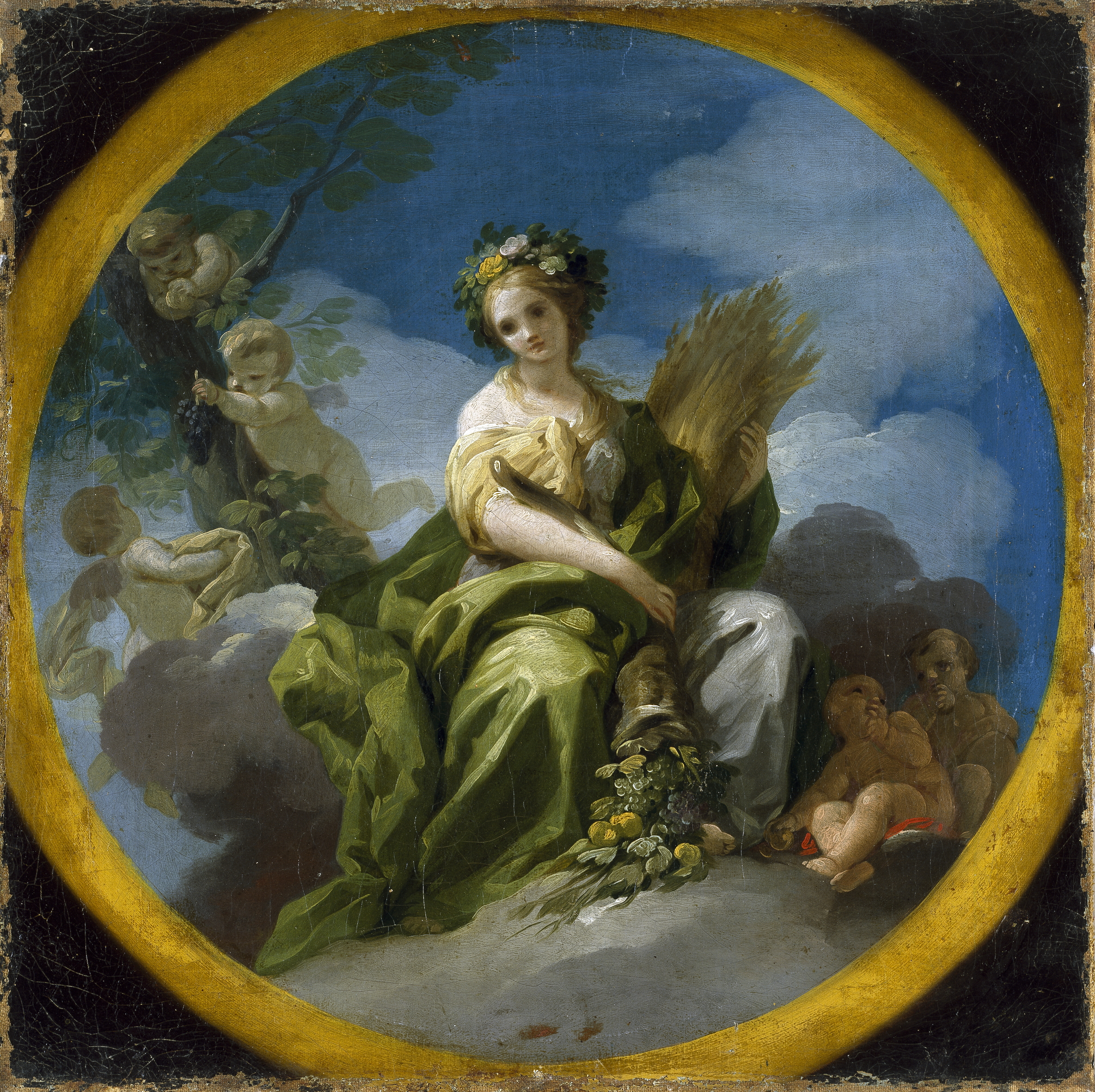
L'Abbondanza (1770), Palazzo reale di Madrid
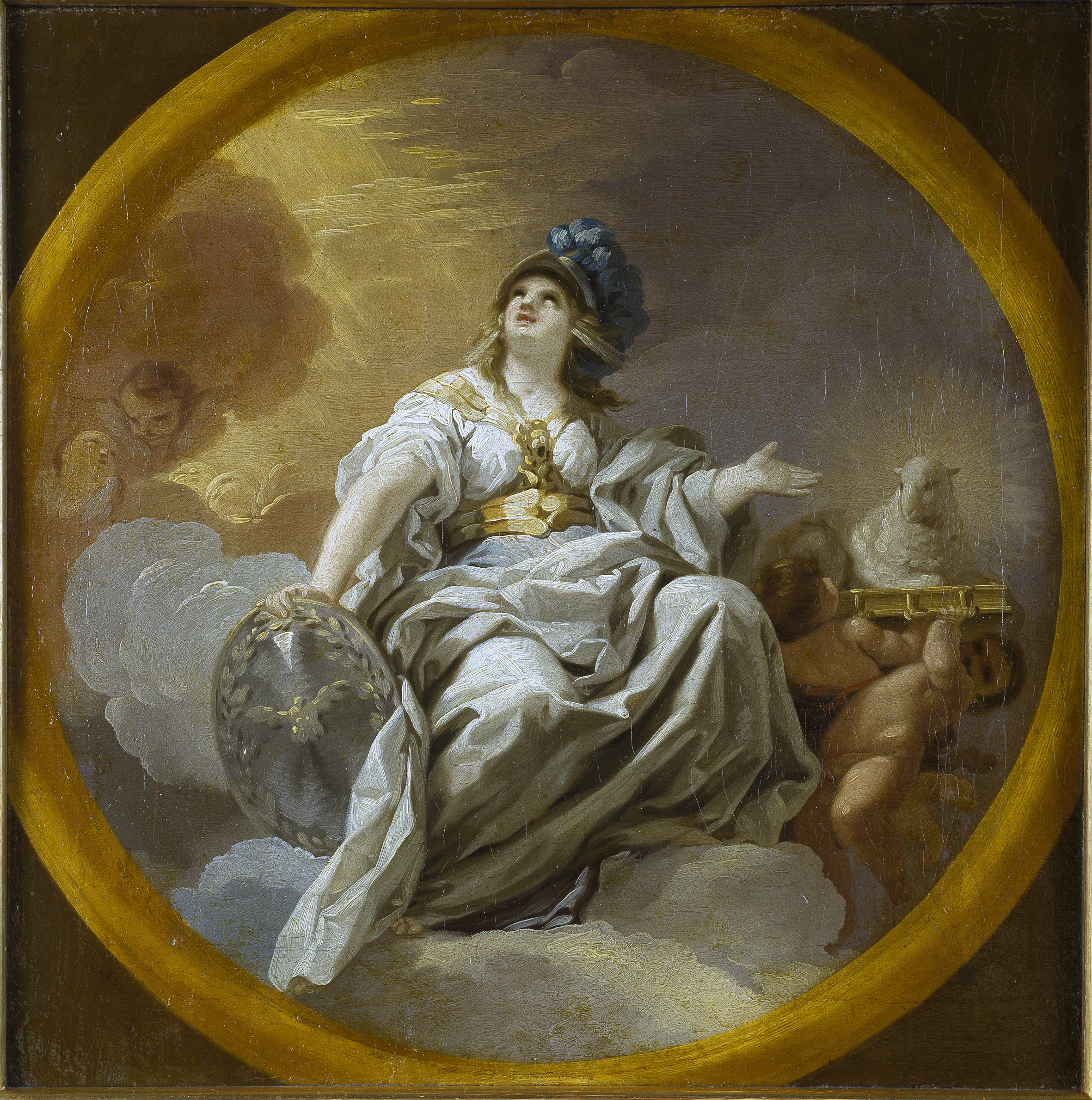
La Saggezza (1770), Palazzo reale di Madrid
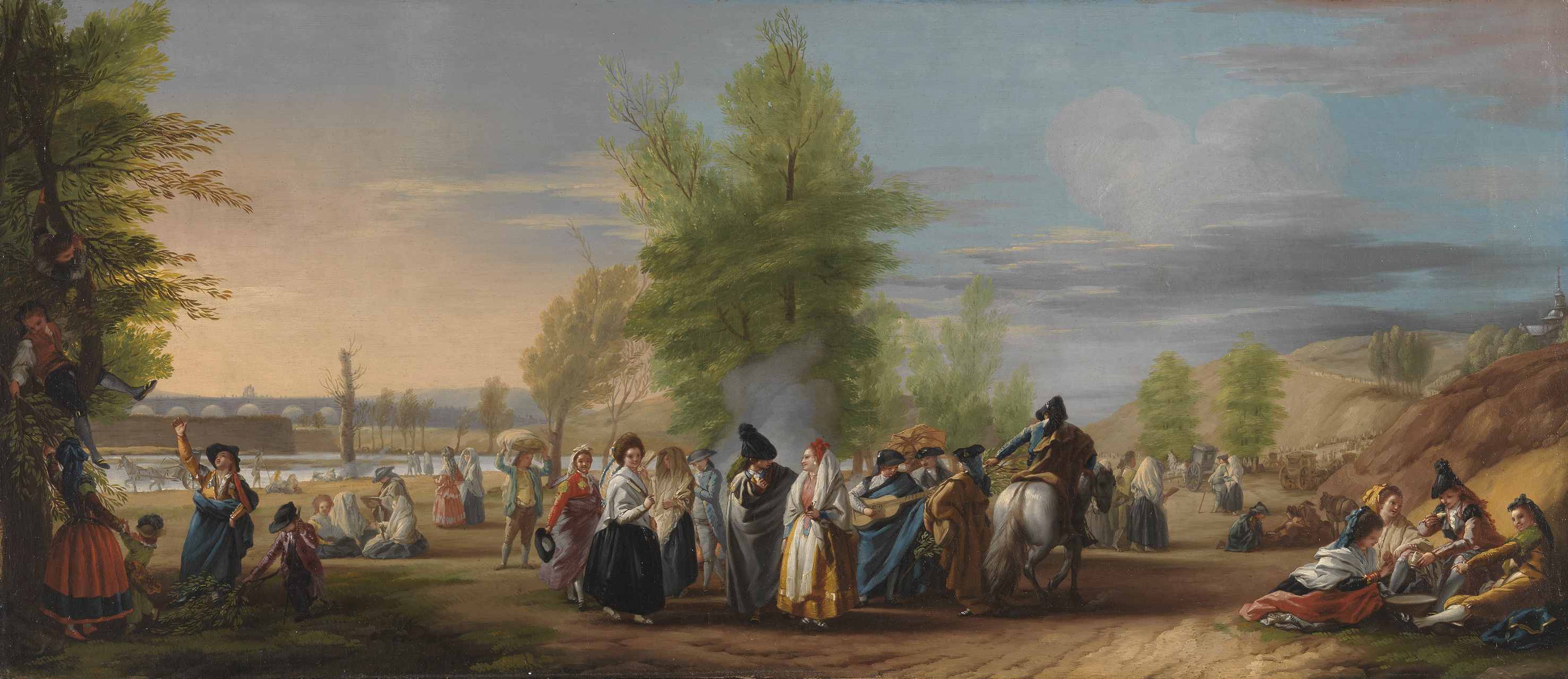
Il prato di Sant'Isidro (1785)
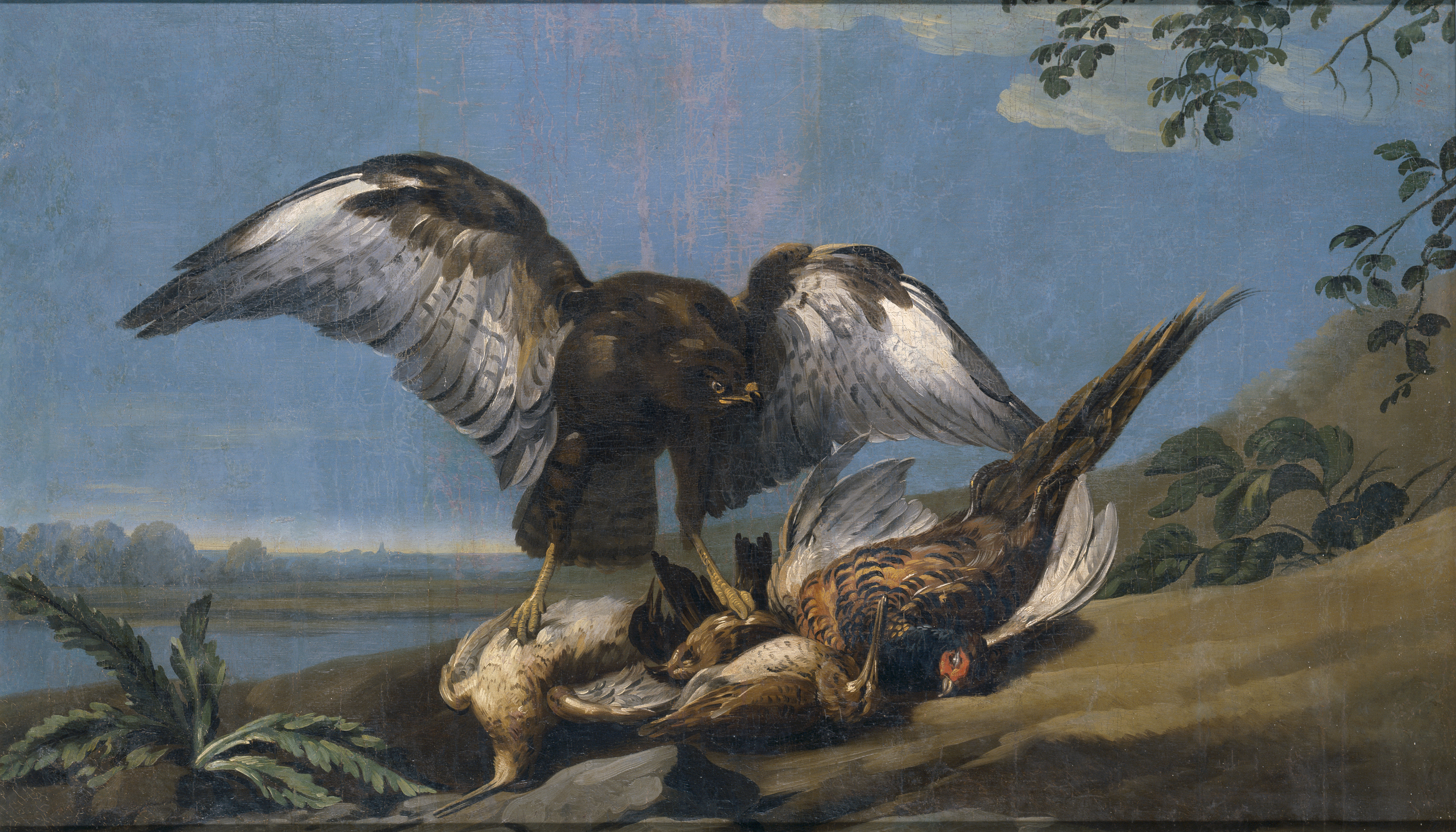
Aquila con uccelli morti (1774)
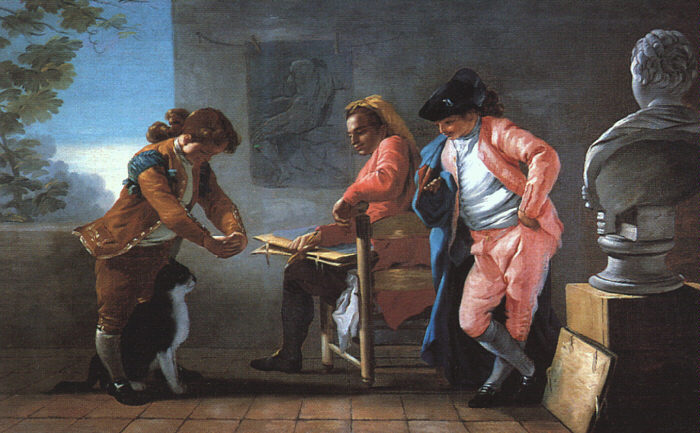
Lo studio del pittore